# ناو بلوشر
ناو بلاچر (به انگلیسی: German cruiser Blücher) یک کشتی بود که طول آن ۲۰۳٫۲ متر (۶۶۶ فوت ۸ اینچ) بود. این کشتی در سال ۱۹۳۷ ساخته شد.